# LP 816-060
LP 816-060 is een rode dwerg met een schijnbare magnitude van +11,458 (in de V band) en met een spectraalklasse van M4V. De ster bevindt zich 18,33 lichtjaar van de zon.